# Glacier Suspendu
Pour l’article homonyme, voir Glacier suspendu.
Le glacier Suspendu, autrefois glacier de la Sache, est un glacier de France situé en Savoie, dans le massif de la Vanoise.

## Géographie
Il occupe l'adret des dômes de la Sache et des Platières, juste sous les sommets qui culminent à 3 588 et 3 473 mètres d'altitude, entre environ 3 350 et 3 100 mètres d'altitude. Dépourvue de langue glaciaire, il forme un glacier suspendu dont les glaces alimentent le glacier régénéré du Plan environ 400 mètres en contrebas. Les eaux de fonte de ces deux glaciers donnent naissance au ruisseau de la Sachette qui se jette dans l'Isère aux Brévières après une course de quelques centaines de mètres.
Situé en limite du parc national de la Vanoise qui couvre les versants ouest et nord des dômes de la Sache et des Platières, il est inclus dans réserve naturelle nationale de Tignes-Champagny.

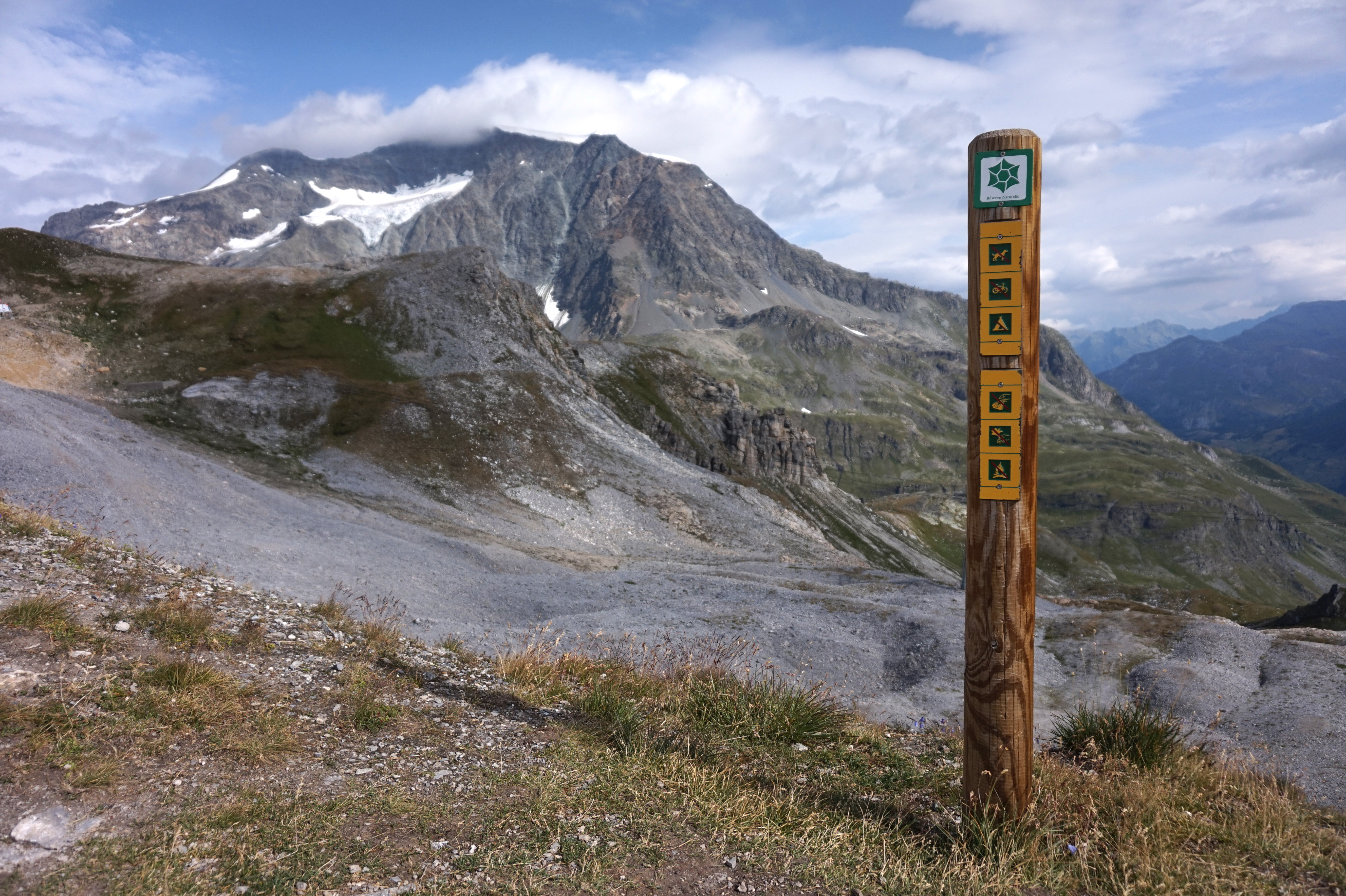
Panneau marquant l'entrée dans la réserve naturelle nationale de Tignes-Champagny avec le dôme de la Sache et le glacier Suspendu en arrière-plan.